# Robert de Grandmesnil
Robert de Grandmesnil (Robertus) mort en 1082, est un moine normand devenu le 2e abbé de Saint-Évroult, puis abbé de Sainte-Euphémie.

## Biographie
Il est le deuxième fils de Robert Ier de Grandmesnil et d'Hadvise Giroie.
Chevalier du duc Guillaume, il est l'un des restaurateurs de l'abbaye de Saint-Évroult où il devient moine en 1050. Il effectue, pendant son noviciat, un séjour à l'abbaye de Cluny sous l'abbé Hugues. Il revient moine et apporte avec lui les coutumes de Cluny. Il devient prieur de Saint-Évroult.
Élu abbé par les moines, il est conduit à Évreux où le duc lui donne le bâton de l'évêque de Sées Yves de Bellême et reçoit la bénédiction de Guillaume Flaitel, évêque d'Évreux.
Il reçoit la profession monastique de Mainier d'Échauffour, futur abbé de Saint-Évroult. Il rapporte d'Orléans les reliques de saint Évremond.
Sa relation avec le duc Guillaume s'envenime à partir de 1061. Il se démet alors de sa fonction le 27 janvier 1061, puis part rencontrer le pape. Il devient abbé de Sainte-Euphémie vers 1061/1062. Robert Guiscard lui confie, vers 1063, l'abbaye de la Trinité de Venosa, puis, vers 1080, Saint-Michel de Mileto.
Il meurt le 11 décembre 1082 à Sainte-Euphémie.